# Macropunctum
Macropunctum is een geslacht van kevers uit de familie  
kniptorren (Elateridae).
Het geslacht is voor het eerst wetenschappelijk beschreven in 1991 door Troster.

## Soorten
Het geslacht omvat de volgende soorten:
- Macropunctum angulosum Troster, 1999
- Macropunctum angustiscutellum Troster, 1994
- Macropunctum densipunctum Wappler, 2003
- Macropunctum eckfeldi Troster, 1992
- Macropunctum latiscutellum Troster, 1994
- Macropunctum messelensis Troster, 1991
- Macropunctum rebugense Troster, 1994
- Macropunctum senckenbergi Troster, 1994